# Christian Panucci
Christian Panucci (Savona, 12 aprile 1973) è un allenatore di calcio ed ex calciatore italiano, di ruolo difensore.
Dopo aver giocato nelle giovanili di Veloce Savona e Genoa, esordisce in Serie A con la maglia del Grifone. Passa poi al Milan di Fabio Capello, dove a metà degli anni 1990 vince due scudetti, due Supercoppe italiane, una Champions League e una Supercoppa UEFA. Si trasferisce quindi all'estero: dapprima al Real Madrid, dove alla fine del decennio conquista una Supercoppa di Spagna, la sua seconda Champions League e una Coppa Intercontinentale, poi (salvo un breve intermezzo nell'Inter) al Chelsea, nelle cui file solleva una Supercoppa d'Inghilterra, e infine al Monaco. All'inizio degli anni 2000 fa il suo secondo ritorno in patria accasandosi alla Roma; nel corso di otto stagioni diviene un giocatore-simbolo dei giallorossi, disputando nella capitale più di 300 partite e segnando 31 gol, partecipando alle vittorie di due Coppe Italia e della sua seconda Supercoppa italiana. Chiude infine la carriera nel Parma, dopo aver totalizzato più di 650 presenze nel calcio professionistico.
Panucci inizia ad essere convocato dalla nazionale Under-21 nel 1992, conquistando poi gli Europei di categoria per due volte di fila nel 1994 e nel 1996, in entrambe le occasioni giocando la finale da titolare. Dopo aver militato anche nell'Under-23, nel 1994 debutta anche nella nazionale maggiore, partecipa agli incontri di qualificazione per Euro 1996, il Mondiale 1998 e l'Europeo 2000 senza tuttavia essere convocato per le fasi finali dei succitati tornei. Torna a giocare per l'Italia nel 2002, venendo convocato sia per la fase finale dei Mondiali di Corea e Giappone sia per quella di Euro 2004. Dopo un'ulteriore pausa, torna in azzurro prendendo parte all'Europeo 2008 prima di uscire definitivamente dal giro della nazionale.
Nel 2015 intraprende la carriera di allenatore.

## Biografia
Nato e cresciuto a Savona, è figlio di Vittorio, di professione postino e militante nella nazionale dei Postelegrafonici, nonché ex attaccante del Savona e poi allenatore del settore giovanile della medesima squadra, e di Hana, originaria di Praga. Attualmente è residente a Roma.

## Caratteristiche tecniche
Ha giocato la maggior parte della carriera come terzino destro, ma all'occorrenza sapeva disimpegnarsi sulla corsia opposta o al centro della difesa. Con 34 reti messe a segno in Serie A, è nel novero dei difensori italiani più prolifici di sempre.

## Carriera

### Giocatore

#### Club

##### L'inizio alla Veloce e l'approdo al Genoa

Panucci (a destra) al Genoa nel 1993, in contrasto sul romanista Muzzi.

Dopo aver militato nella scuola calcio della Veloce (Savona), nel 1990 viene ingaggiato dal Genoa, che lo inserisce in Primavera.
Esordisce in Serie A nella stagione 1991-1992, il 24 maggio 1992, subentrando a Mario Bortolazzi nella partita Napoli-Genoa (1-0) dell'ultima giornata.
Nella stagione successiva diventa titolare e realizza il suo 1º gol in Serie A il 18 ottobre 1992 in Foggia-Genoa (2-2). In questa stagione realizza 3 gol in 30 presenze.

##### Milan

Panucci (in alto) al Milan nel 1995, esultante assieme ai compagni di squadra sul campo di Padova.

Il 18 giugno 1993, a 20 anni, passa al Milan per 9,5 miliardi di lire e metà cartellino di Roberto Lorenzini (valutato 2 miliardi di lire). Nonostante la presenza di Mauro Tassotti nel suo ruolo, si afferma quasi subito come terzino destro titolare. Nel Milan di Fabio Capello trascorre 3 stagioni e mezzo, vincendo 6 trofei: Supercoppa italiana, scudetto e Champions League nella prima, Supercoppa italiana e Supercoppa europea nella seconda, ed un altro scudetto nel 1995-1996. Se ne va a metà stagione 1996-1997 per contrasti con Arrigo Sacchi.

##### I trasferimenti al Real Madrid, Inter, Chelsea e Monaco
Il 9 gennaio 1997 passa al Real Madrid per 8 miliardi di lire. È stato il primo calciatore italiano a vestire la maglia delle Merengues. Il primo anno vince subito la Liga con il suo ex-allenatore rossonero Fabio Capello. La seconda stagione vince la Supercoppa Spagnola e la Champions League, arrivando al quarto posto nel campionato e agli ottavi di finale nella Coppa del Re. La terza stagione inizia subito con la sconfitta nella Supercoppa UEFA contro il Chelsea, ma si rifà vincendo la Coppa Intercontinentale contro il Vasco da Gama. Alla fine arriva al secondo posto in campionato e agli ottavi di finale nella Champions League e nella Coppa del Re.

Da destra: Panucci all'Inter, con il rivale milanista Weah e il compagno di squadra nerazzurro Peruzzi, nella stracittadina del 23 ottobre 1999.

Il 1º luglio 1999 si trasferisce per 18 miliardi di lire all'Inter guidata da Marcello Lippi, che arriva 4ª in campionato e perde la finale di Coppa Italia. In campionato, durante la partita contro il Bari, l'allenatore chiede a Panucci di svestirsi della tuta per entrare in campo, ma a causa di un'incomprensione ciò non accade e questo fece sì che il rapporto fra i due peggiorasse. A inizio stagione Panucci aveva dichiarato di sentirsi «orgoglioso di lavorare con lui».
Il 10 agosto 2000 passa in prestito annuale al Chelsea, vincendo dopo due giorni la Supercoppa d'Inghilterra. L'8 gennaio 2001 dopo solo 8 presenze con la maglia dei blues passa al Monaco in prestito con diritto di riscatto fissato a 14 miliardi di lire. Il 6 luglio viene riscattato per 13 miliardi di lire, ma dopo appena 5 presenze e poco prima della chiusura del mercato estivo ritorna in Italia.

##### Roma
L'11 settembre viene acquistato dalla Roma in prestito oneroso di 3 miliardi di lire con obbligo di riscatto a 18 milioni di euro. Nella prima stagione diventa un giocatore inamovibile: risulta infatti il calciatore con più presenze insieme a Vincent Candela nella rosa giallorossa in campionato. Il 1º giugno 2002 viene riscattato per circa 10 milioni di euro. Nella stagione 2006-2007 segna 5 gol e vince la Coppa Italia al termine della doppia finale con l'Inter: all'andata, vinta dalla Roma 6-2, segna una doppietta.

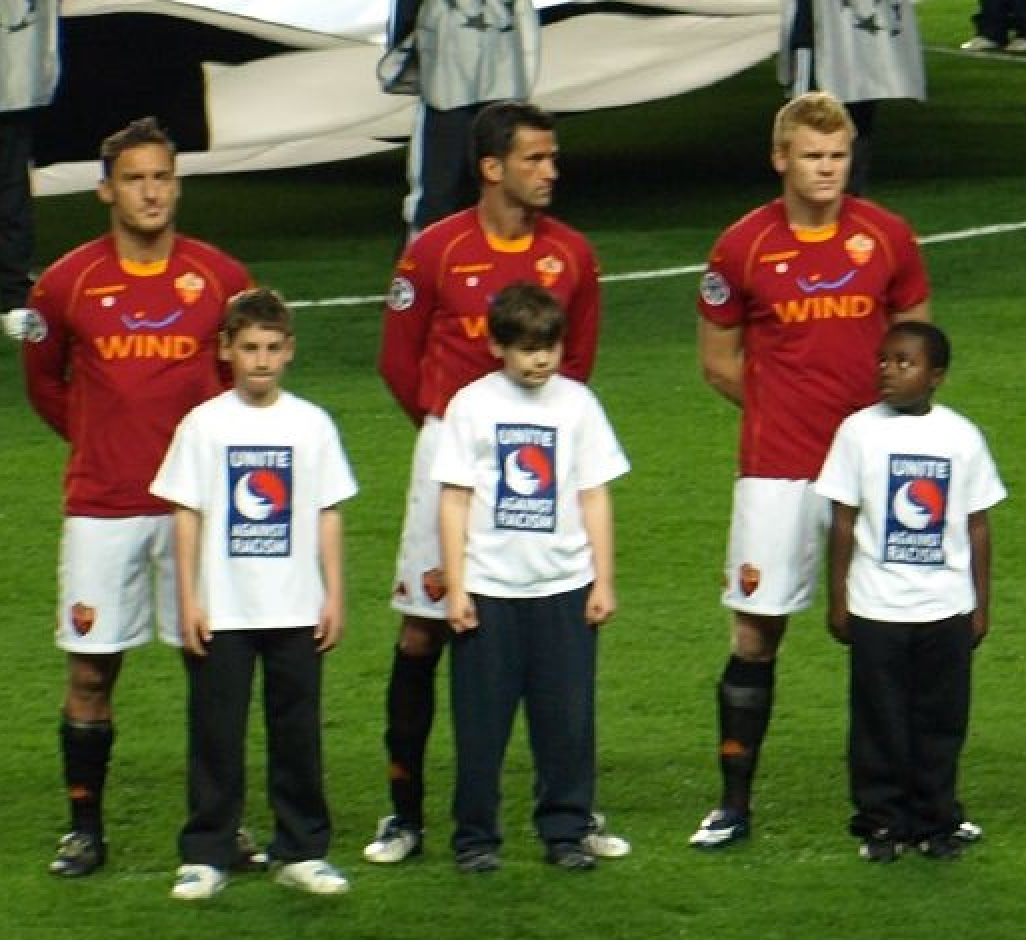
Panucci (al centro) alla Roma nel 2008, tra Totti e Riise, durante la trasferta di Champions League sul campo del Chelsea

La stagione 2007-2008, iniziata con la vittoria della Supercoppa italiana, vede Panucci perdere progressivamente il ruolo di terzino titolare in favore del nuovo acquisto Cicinho, venendo impiegato quasi solo come difensore centrale di riserva e segnando in totale 6 gol (5 in campionato, uno in Champions League). Con la squadra arriva 2º in campionato e vince di nuovo la Coppa Italia.
Nella 1ª parte di stagione 2008-2009 segna 2 gol in campionato (a Reggina e Atalanta) e 2 gol in Champions League (a Cluj e Chelsea). Il 25 gennaio, prima di Napoli-Roma, appreso il fatto di non partire titolare rifiuta di sedersi in panchina e va in tribuna. Nelle ore successive alla gara annuncia di voler lasciare la Roma non sentendosi rispettato dall'allenatore, escludendo accordi con altri club. Nel mercato invernale 2009 sfuma il trasferimento in altre squadre e resta alla Roma, che nel frattempo lo ha escluso dalla squadra e dalla lista Champions. La settimana successiva Panucci in un comunicato ufficiale chiede pubbliche scuse a tifosi e società, venendo reintegrato in rosa. Alla terz'ultima gara di campionato realizza il suo ultimo gol con la maglia giallorossa al Catania, gara finita 4-3 per la Roma. Il 30 giugno, finito il contratto con la Roma, è svincolato.

##### L'esperienza al Parma

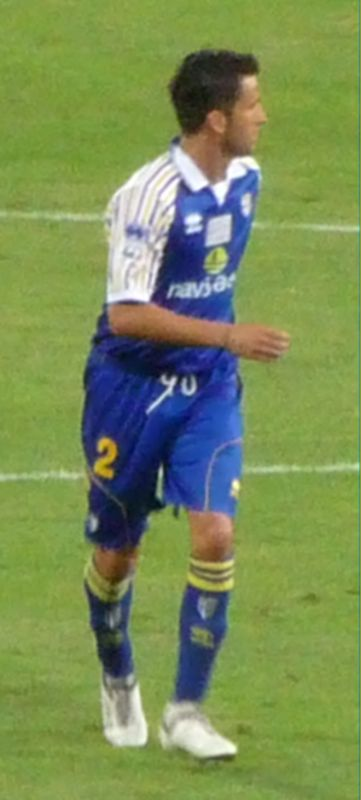
Panucci nel 2009 al Parma, impegnato nella trasferta di Udine.

Il 30 luglio 2009 si accorda al Parma in Serie A. Esordisce il 23 agosto 2009 alla 1ª di campionato Udinese-Parma. Segna il 1º e unico gol in maglia crociata nel derby al Bologna, gara finita 2-1 per il Parma.
Il 23 febbraio 2010 a quasi 37 anni, dopo circa 6 mesi e 19 gare al Parma, rescinde il contratto per motivi strettamente personali. Il 22 agosto seguente annuncia il ritiro dal calcio.

#### Nazionale

##### Nazionali giovanili
Nel giro della nazionale Under-21 dal 1992 al 1996, con gli Azzurrini conquista gli Europei di categoria nel 1994 e 1996: in quest'ultima manifestazione disputa da capitano e con buon rendimento la finale contro la Spagna; la partita si decide ai tiri di rigore, e le due parate del portiere azzurro Angelo Pagotto rendono ininfluente l'errore di Panucci, che calcia a lato.
Nel 1993 disputa tre partite con la selezione Under-23.

##### Nazionale maggiore
Convocato dal CT Arrigo Sacchi, ha esordito in nazionale il 7 settembre 1994, a 21 anni, nella partita Slovenia-Italia (1-1) disputata a Maribor, valida per le qualificazioni all'Europeo 1996. Ancora impegnato con l'Under-21, prese parte ad altre due gare di qualificazione all'Europeo, ma non fu convocato da Sacchi per la manifestazione continentale.
Confermato nel giro azzurro dai successivi CT Cesare Maldini e Dino Zoff, non fu però selezionato per partecipare alle fasi finali del Mondiale 1998 e dell'Europeo 2000.
Durante la gestione di Giovanni Trapattoni diventò titolare. Partecipò quindi al Mondiale 2002, dove l'Italia fu eliminata gli ottavi di finale dai padroni di casa della Corea del Sud, e due anni dopo all'Europeo 2004 in Portogallo, dove l'Italia fu eliminata al primo turno.
La sua esperienza azzurra si interrompe nel 2004, con l'arrivo sulla panchina della nazionale di Marcello Lippi, che non lo prende mai in considerazione nel corso del suo biennio culminato con la vittoria del Mondiale 2006. Panucci non ha mai nascosto lo scarso feeling con Lippi, indicando nei pessimi rapporti intercorsi in passato col tecnico ai tempi della loro militanza nell'Inter il vero motivo della sua esclusione, senza mai ottenere un chiarimento dal selezionatore azzurro.

Panucci (in piedi, terzo da destra) in maglia azzurra nel 1999

Dopo tre anni fuori dal giro della nazionale, il 2 settembre 2007 fu convocato dal CT Roberto Donadoni (suo ex compagno di squadra con Milan e nazionale) per la doppia sfida con Francia e Ucraina valida per le qualificazioni a Euro 2008 e così il 12 settembre tornò a vestire la maglia della nazionale a 34 anni, giocando titolare nella partita contro l'Ucraina disputata a Kiev. Il 17 novembre 2007, grazie a un suo gol di testa nei minuti finali della gara giocata a Glasgow con la Scozia, la nazionale si qualificò all'Europeo 2008 di Austria e Svizzera.
Partecipò quindi all'Europeo 2008, dove nella prima partita del girone, persa 3-0 contro i Paesi Bassi, giocò come terzino destro titolare. Nella partita successiva contro la Romania (1-1), fu schierato come difensore centrale e mise a segno il gol dell'Italia. Questo gol, segnato a 35 anni, 2 mesi e un giorno lo rese il marcatore più anziano della storia della nazionale fino al 26 marzo 2019, quando verrà superato da Fabio Quagliarella, in gol a 36 anni e 54 giorni.
La sua ultima gara è quella disputata il 22 giugno 2008 ai quarti di finale con la Spagna, persa dall'Italia 4-2 ai rigori.

### Allenatore e dirigente

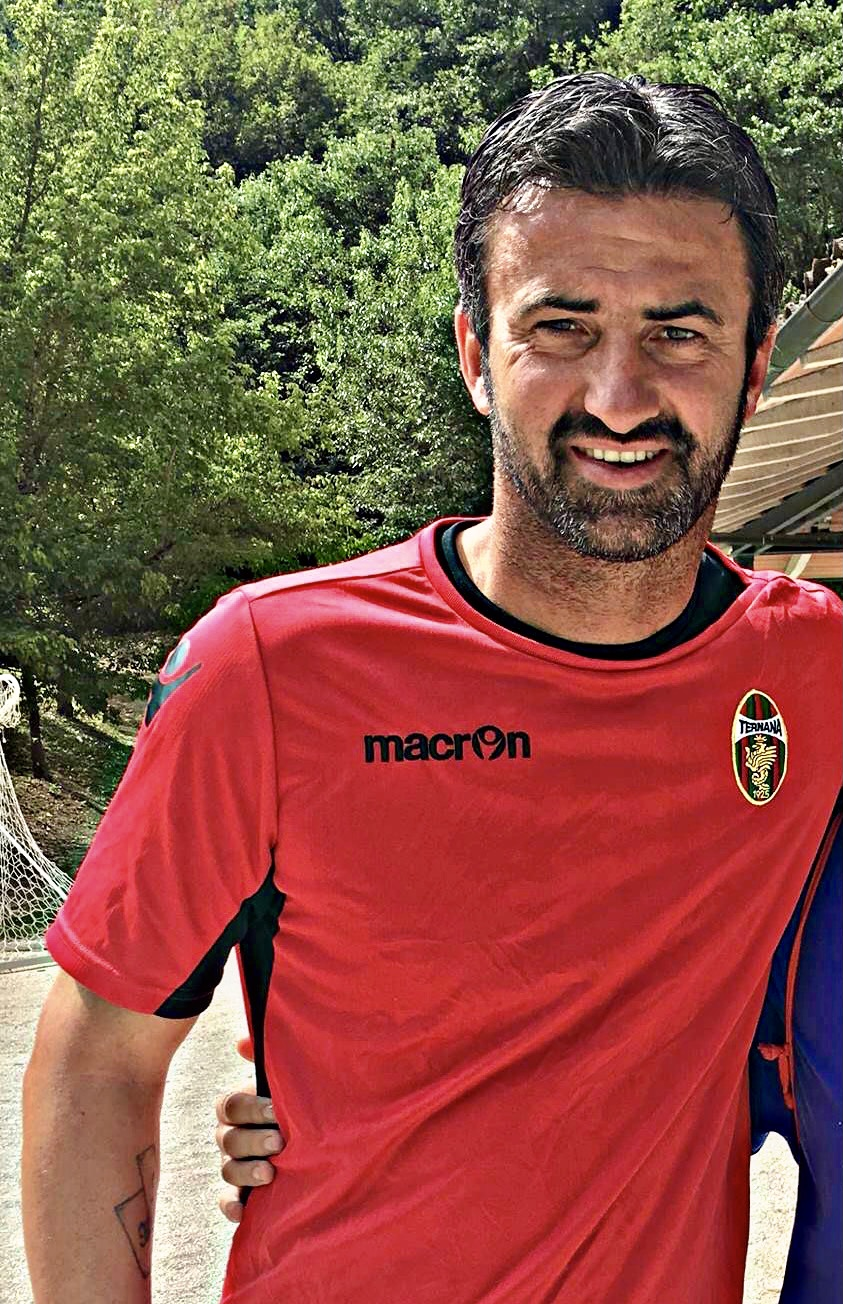
Christian Panucci ai tempi della Ternana

#### Gli inizi
Il 18 marzo 2012 entra nella dirigenza del Palermo di Maurizio Zamparini come responsabile dell'area tecnica. Il 24 aprile successivo si dimette «a causa di un'incomprensione dovuta a dichiarazioni del presidente Maurizio Zamparini» dovuta a un fraintendimento che voleva Giorgio Perinetti futuro direttore sportivo rosanero.
Il 25 luglio 2012 entra da vice nello staff della Nazionale russa guidata da Fabio Capello. L'11 novembre 2014 lascia l'incarico a causa dei mancati pagamenti di stipendio della federcalcio russa allo staff tecnico, insieme al preparatore atletico Massimo Neri.

#### Livorno e Ternana
Il 17 marzo 2015 diventa allenatore del Livorno, prende il posto di Ezio Gelain. Il 4 giugno, nonostante abbia fallito l'accesso ai play-off di Serie B, è confermato per un'altra stagione. Il 25 novembre all'indomani della sconfitta esterna col Bari viene esonerato e sostituito da Bortolo Mutti. Il 27 gennaio 2016 viene richiamato con la squadra in zona play-out. Il 21 marzo dopo aver ottenuto 2 vittorie, 4 pareggi e 3 sconfitte esterne viene di nuovo esonerato e sostituito da Franco Colomba lasciando la squadra al quartultimo posto. Il 1 luglio diventa il nuovo allenatore della Ternana. L'11 agosto dopo aver ottenuto la vittoria in Coppa Italia al secondo turno battendo per 2 a 0 ai supplementari il Pordenone e prima dell'inizio del campionato, a sorpresa viene sollevato dall'incarico a seguito della risoluzione del contratto del direttore sportivo Fabrizio Larini, che lo aveva voluto e difeso.

#### Nazionale albanese
Il 19 luglio 2017 diventa ct della nazionale albanese in sostituzione del dimissionario Gianni De Biasi. Viene esonerato il 23 marzo 2019 in seguito alla sconfitta interna per 2-0 subita dalla Turchia nella prima gara valida per le qualificazioni al Campionato europeo di calcio 2020.

## Dopo il ritiro
Il 24 agosto 2010 entra nello staff dell'emittente televisiva Sky Italia come opinionista per Sky Sport. Nel 2011 partecipa come ballerino al programma di Rai 1 Ballando con le stelle, piazzandosi al quinto posto finale. Il 22 agosto 2014 passa come opinionista a Fox Sports. Il 5 giugno 2016 partecipa come giudice alla prima puntata di Italian Pro Surfer, talent show sul mondo del surf in onda su Italia 1. Dalla stagione 2021-2022 è opinionista per Mediaset nei programmi Champions League LIVE, Coppa Italia LIVE, Pressing,Supercoppa italiana LIVE e Mondiale per club LIVE oltre ad essere inviato a Istanbul per la finale di UEFA Champions League 2022-2023 Manchester City-Inter.

## Statistiche

### Presenze e reti nei club
| Stagione           | Squadra            | Campionato         | Campionato | Campionato | Coppe nazionali | Coppe nazionali | Coppe nazionali | Coppe continentali | Coppe continentali | Coppe continentali | Altre coppe | Altre coppe | Altre coppe | Totale | Totale |
| Stagione           | Squadra            | Comp               | Pres       | Reti       | Comp            | Pres            | Reti            | Comp               | Pres               | Reti               | Comp        | Pres        | Reti        | Pres   | Reti   |
| ------------------ | ------------------ | ------------------ | ---------- | ---------- | --------------- | --------------- | --------------- | ------------------ | ------------------ | ------------------ | ----------- | ----------- | ----------- | ------ | ------ |
| 1991-1992          | Genoa              | A                  | 1          | 0          | CI              | 0               | 0               | CU                 | 0                  | 0                  | -           | -           | -           | 1      | 0      |
| 1992-1993          | Genoa              | A                  | 30         | 3          | CI              | 0               | 0               | -                  | -                  | -                  | -           | -           | -           | 30     | 3      |
| Totale Genoa       | Totale Genoa       | Totale Genoa       | 31         | 3          |                 | 0               | 0               |                    | -                  | -                  |             | -           | -           | 31     | 3      |
| 1993-1994          | Milan              | A                  | 19         | 2          | CI              | 3               | 0               | UCL                | 7                  | 1                  | SI+SU+CInt  | 0+2+1       | 0           | 32     | 3      |
| 1994-1995          | Milan              | A                  | 28         | 2          | CI              | 4               | 0               | UCL                | 10                 | 2                  | SI+SU+CInt  | 0+1+1       | 0           | 44     | 4      |
| 1995-1996          | Milan              | A                  | 29         | 5          | CI              | 2               | 0               | CU                 | 7                  | 0                  | -           | -           | -           | 38     | 5      |
| 1996-gen. 1997     | Milan              | A                  | 13         | 0          | CI              | 1               | 0               | UCL                | 6                  | 0                  | SI          | 0           | 0           | 20     | 0      |
| Totale Milan       | Totale Milan       | Totale Milan       | 89         | 9          |                 | 10              | 0               |                    | 30                 | 3                  |             | 5           | 0           | 134    | 12     |
| gen.-giu. 1997     | Real Madrid        | PD                 | 19         | 2          | CR              | 2               | 0               | -                  | -                  | -                  | -           | -           | -           | 21     | 2      |
| 1997-1998          | Real Madrid        | PD                 | 23         | 1          | CR              | 2               | 0               | UCL                | 8                  | 1                  | SS          | 1           | 0           | 34     | 2      |
| 1998-1999          | Real Madrid        | PD                 | 31         | 0          | CR              | 2               | 0               | UCL                | 9                  | 2                  | SU+CInt     | 1+1         | 0           | 44     | 2      |
| Totale Real Madrid | Totale Real Madrid | Totale Real Madrid | 73         | 3          |                 | 6               | 0               |                    | 17                 | 2                  |             | 3           | 0           | 99     | 5      |
| 1999-2000          | Inter              | A                  | 26         | 1          | CI              | 5               | 0               | -                  | -                  | -                  | -           | -           | -           | 31     | 1      |
| 2000-gen. 2001     | Chelsea            | PL                 | 8          | 0          | FACup+CdL       | 0               | 0               | CU                 | 2                  | 1                  | CS          | 0           | 0           | 10     | 1      |
| gen.-giu. 2001     | Monaco             | D1                 | 9          | 3          | CF+CdL          | 1+4             | 0               | UCL                | 0                  | 0                  | SF          | -           | -           | 14     | 3      |
| ago. 2001          | Monaco             | D1                 | 5          | 0          | CF+CdL          | 0               | 0               | -                  | -                  | -                  | -           | -           | -           | 5      | 0      |
| Totale Monaco      | Totale Monaco      | Totale Monaco      | 14         | 3          |                 | 5               | 0               |                    | -                  | -                  |             | -           | -           | 19     | 3      |
| set. 2001-2002     | Roma               | A                  | 31         | 1          | CI              | 4               | 2               | UCL                | 4                  | 1                  | -           | -           | -           | 39     | 3      |
| 2002-2003          | Roma               | A                  | 29         | 1          | CI              | 6               | 0               | UCL                | 11                 | 0                  | -           | -           | -           | 46     | 1      |
| 2003-2004          | Roma               | A                  | 24         | 2          | CI              | 2               | 0               | CU                 | 3                  | 0                  | -           | -           | -           | 29     | 2      |
| 2004-2005          | Roma               | A                  | 26         | 0          | CI              | 4               | 0               | UCL                | 3                  | 0                  | -           | -           | -           | 33     | 0      |
| 2005-2006          | Roma               | A                  | 36         | 3          | CI              | 6               | 0               | CU                 | 9                  | 2                  | -           | -           | -           | 51     | 5      |
| 2006-2007          | Roma               | A                  | 34         | 5          | CI              | 6               | 2               | UCL                | 9                  | 1                  | SI          | 1           | 0           | 50     | 8      |
| 2007-2008          | Roma               | A                  | 27         | 5          | CI              | 5               | 0               | UCL                | 6                  | 1                  | SI          | 1           | 0           | 39     | 6      |
| 2008-2009          | Roma               | A                  | 22         | 3          | CI              | 1               | 0               | UCL                | 5                  | 2                  | SI          | 0           | 0           | 28     | 5      |
| Totale Roma        | Totale Roma        | Totale Roma        | 229        | 20         |                 | 34              | 4               |                    | 50                 | 7                  |             | 2           | 0           | 315    | 31     |
| 2009-2010          | Parma              | A                  | 19         | 1          | CI              | 1               | 0               | -                  | -                  | -                  | -           | -           | -           | 20     | 1      |
| Totale carriera    | Totale carriera    | Totale carriera    | 489        | 40         |                 | 61              | 4               |                    | 99                 | 14                 |             | 10          | 0           | 659    | 58     |

### Cronologia presenze e reti in nazionale
| Cronologia completa delle presenze e delle reti in nazionale ― Italia | Cronologia completa delle presenze e delle reti in nazionale ― Italia | Cronologia completa delle presenze e delle reti in nazionale ― Italia | Cronologia completa delle presenze e delle reti in nazionale ― Italia | Cronologia completa delle presenze e delle reti in nazionale ― Italia | Cronologia completa delle presenze e delle reti in nazionale ― Italia | Cronologia completa delle presenze e delle reti in nazionale ― Italia | Cronologia completa delle presenze e delle reti in nazionale ― Italia |
| Data                                                                  | Città                                                                 | In casa                                                               | Risultato                                                             | Ospiti                                                                | Competizione                                                          | Reti                                                                  | Note                                                                  |
| --------------------------------------------------------------------- | --------------------------------------------------------------------- | --------------------------------------------------------------------- | --------------------------------------------------------------------- | --------------------------------------------------------------------- | --------------------------------------------------------------------- | --------------------------------------------------------------------- | --------------------------------------------------------------------- |
| 7-9-1994                                                              | Maribor                                                               | Slovenia                                                              | 1 – 1                                                                 | Italia                                                                | Qual. Euro 1996                                                       | -                                                                     |                                                                       |
| 8-10-1994                                                             | Tallinn                                                               | Estonia                                                               | 0 – 2                                                                 | Italia                                                                | Qual. Euro 1996                                                       | 1                                                                     |                                                                       |
| 16-11-1994                                                            | Palermo                                                               | Italia                                                                | 1 – 2                                                                 | Croazia                                                               | Qual. Euro 1996                                                       | -                                                                     |                                                                       |
| 9-10-1996                                                             | Perugia                                                               | Italia                                                                | 1 – 0                                                                 | Georgia                                                               | Qual. Mondiali 1998                                                   | -                                                                     |                                                                       |
| 30-4-1997                                                             | Napoli                                                                | Italia                                                                | 3 – 0                                                                 | Polonia                                                               | Qual. Mondiali 1998                                                   | -                                                                     |                                                                       |
| 8-6-1997                                                              | Lione                                                                 | Italia                                                                | 3 – 3                                                                 | Brasile                                                               | Torneo di Francia                                                     | -                                                                     |                                                                       |
| 11-6-1997                                                             | Parigi                                                                | Italia                                                                | 2 – 2                                                                 | Francia                                                               | Torneo di Francia                                                     | -                                                                     |                                                                       |
| 5-9-1998                                                              | Liverpool                                                             | Galles                                                                | 0 – 2                                                                 | Italia                                                                | Qual. Euro 2000                                                       | -                                                                     |                                                                       |
| 10-10-1998                                                            | Udine                                                                 | Italia                                                                | 2 – 0                                                                 | Svizzera                                                              | Qual. Euro 2000                                                       | -                                                                     |                                                                       |
| 18-11-1998                                                            | Salerno                                                               | Italia                                                                | 2 – 2                                                                 | Spagna                                                                | Amichevole                                                            | -                                                                     |                                                                       |
| 16-12-1998                                                            | Roma                                                                  | Italia                                                                | 6 – 2                                                                 | World Stars                                                           | Amichevole                                                            | -                                                                     |                                                                       |
| 10-2-1999                                                             | Pisa                                                                  | Italia                                                                | 0 – 0                                                                 | Norvegia                                                              | Amichevole                                                            | -                                                                     |                                                                       |
| 27-3-1999                                                             | Copenaghen                                                            | Danimarca                                                             | 1 – 2                                                                 | Italia                                                                | Qual. Euro 2000                                                       | -                                                                     |                                                                       |
| 31-3-1999                                                             | Ancona                                                                | Italia                                                                | 1 – 1                                                                 | Bielorussia                                                           | Qual. Euro 2000                                                       | -                                                                     |                                                                       |
| 28-4-1999                                                             | Zagabria                                                              | Croazia                                                               | 0 – 0                                                                 | Italia                                                                | Amichevole                                                            | -                                                                     |                                                                       |
| 5-6-1999                                                              | Bologna                                                               | Italia                                                                | 4 – 0                                                                 | Galles                                                                | Qual. Euro 2000                                                       | -                                                                     |                                                                       |
| 9-6-1999                                                              | Losanna                                                               | Svizzera                                                              | 0 – 0                                                                 | Italia                                                                | Qual. Euro 2000                                                       | -                                                                     |                                                                       |
| 8-9-1999                                                              | Napoli                                                                | Italia                                                                | 2 – 3                                                                 | Danimarca                                                             | Qual. Euro 2000                                                       | -                                                                     |                                                                       |
| 9-10-1999                                                             | Minsk                                                                 | Bielorussia                                                           | 0 – 0                                                                 | Italia                                                                | Qual. Euro 2000                                                       | -                                                                     |                                                                       |
| 13-11-1999                                                            | Lecce                                                                 | Italia                                                                | 1 – 3                                                                 | Belgio                                                                | Amichevole                                                            | -                                                                     |                                                                       |
| 23-2-2000                                                             | Palermo                                                               | Italia                                                                | 1 – 0                                                                 | Svezia                                                                | Amichevole                                                            | -                                                                     |                                                                       |
| 27-3-2002                                                             | Leeds                                                                 | Inghilterra                                                           | 1 – 2                                                                 | Italia                                                                | Amichevole                                                            | -                                                                     |                                                                       |
| 17-4-2002                                                             | Milano                                                                | Italia                                                                | 1 – 1                                                                 | Uruguay                                                               | Amichevole                                                            | 1                                                                     |                                                                       |
| 18-5-2002                                                             | Praga                                                                 | Rep. Ceca                                                             | 1 – 0                                                                 | Italia                                                                | Amichevole                                                            | -                                                                     |                                                                       |
| 3-6-2002                                                              | Sapporo                                                               | Italia                                                                | 2 – 0                                                                 | Ecuador                                                               | Mondiali 2002 - 1º turno                                              | -                                                                     |                                                                       |
| 8-6-2002                                                              | Kashima                                                               | Italia                                                                | 1 – 2                                                                 | Croazia                                                               | Mondiali 2002 - 1º turno                                              | -                                                                     |                                                                       |
| 13-6-2002                                                             | Ōita                                                                  | Italia                                                                | 1 – 1                                                                 | Messico                                                               | Mondiali 2002 - 1º turno                                              | -                                                                     |                                                                       |
| 18-6-2002                                                             | Daejeon                                                               | Italia                                                                | 1 – 2 gg                                                              | Corea del Sud                                                         | Mondiali 2002 - Ottavi di finale                                      | -                                                                     |                                                                       |
| 21-8-2002                                                             | Trieste                                                               | Italia                                                                | 0 – 1                                                                 | Slovenia                                                              | Amichevole                                                            | -                                                                     |                                                                       |
| 7-9-2002                                                              | Baku                                                                  | Azerbaigian                                                           | 0 – 2                                                                 | Italia                                                                | Qual. Euro 2004                                                       | -                                                                     |                                                                       |
| 12-10-2002                                                            | Napoli                                                                | Italia                                                                | 1 – 1                                                                 | Serbia e Montenegro                                                   | Qual. Euro 2004                                                       | -                                                                     |                                                                       |
| 16-10-2002                                                            | Cardiff                                                               | Galles                                                                | 2 – 1                                                                 | Italia                                                                | Qual. Euro 2004                                                       | -                                                                     |                                                                       |
| 12-2-2003                                                             | Genova                                                                | Italia                                                                | 1 – 0                                                                 | Portogallo                                                            | Amichevole                                                            | -                                                                     |                                                                       |
| 29-3-2003                                                             | Palermo                                                               | Italia                                                                | 2 – 0                                                                 | Finlandia                                                             | Qual. Euro 2004                                                       | -                                                                     |                                                                       |
| 30-4-2003                                                             | Ginevra                                                               | Svizzera                                                              | 1 – 2                                                                 | Italia                                                                | Amichevole                                                            | -                                                                     | cap.                                                                  |
| 11-6-2003                                                             | Helsinki                                                              | Finlandia                                                             | 0 – 2                                                                 | Italia                                                                | Qual. Euro 2004                                                       | -                                                                     |                                                                       |
| 20-8-2003                                                             | Stoccarda                                                             | Germania                                                              | 0 – 1                                                                 | Italia                                                                | Amichevole                                                            | -                                                                     |                                                                       |
| 6-9-2003                                                              | Milano                                                                | Italia                                                                | 4 – 0                                                                 | Galles                                                                | Qual. Euro 2004                                                       | -                                                                     |                                                                       |
| 10-9-2003                                                             | Belgrado                                                              | Serbia e Montenegro                                                   | 1 – 1                                                                 | Italia                                                                | Qual. Euro 2004                                                       | -                                                                     |                                                                       |
| 12-11-2003                                                            | Varsavia                                                              | Polonia                                                               | 3 – 1                                                                 | Italia                                                                | Amichevole                                                            | -                                                                     |                                                                       |
| 16-11-2003                                                            | Ancona                                                                | Italia                                                                | 1 – 0                                                                 | Romania                                                               | Amichevole                                                            | -                                                                     |                                                                       |
| 18-2-2004                                                             | Palermo                                                               | Italia                                                                | 2 – 2                                                                 | Rep. Ceca                                                             | Amichevole                                                            | -                                                                     |                                                                       |
| 31-3-2004                                                             | Braga                                                                 | Portogallo                                                            | 1 – 2                                                                 | Italia                                                                | Amichevole                                                            | -                                                                     |                                                                       |
| 28-4-2004                                                             | Genova                                                                | Italia                                                                | 1 – 1                                                                 | Spagna                                                                | Amichevole                                                            | -                                                                     |                                                                       |
| 30-5-2004                                                             | Tunisi                                                                | Tunisia                                                               | 0 – 4                                                                 | Italia                                                                | Amichevole                                                            | -                                                                     |                                                                       |
| 14-6-2004                                                             | Guimarães                                                             | Danimarca                                                             | 0 – 0                                                                 | Italia                                                                | Euro 2004 - 1º turno                                                  | -                                                                     |                                                                       |
| 18-6-2004                                                             | Porto                                                                 | Italia                                                                | 1 – 1                                                                 | Svezia                                                                | Euro 2004 - 1º turno                                                  | -                                                                     |                                                                       |
| 22-6-2004                                                             | Guimarães                                                             | Italia                                                                | 2 – 1                                                                 | Bulgaria                                                              | Euro 2004 - 1º turno                                                  | -                                                                     |                                                                       |
| 12-9-2007                                                             | Kiev                                                                  | Ucraina                                                               | 1 – 2                                                                 | Italia                                                                | Qual. Euro 2008                                                       | -                                                                     |                                                                       |
| 13-10-2007                                                            | Genova                                                                | Italia                                                                | 2 – 0                                                                 | Georgia                                                               | Qual. Euro 2008                                                       | -                                                                     |                                                                       |
| 17-11-2007                                                            | Glasgow                                                               | Scozia                                                                | 1 – 2                                                                 | Italia                                                                | Qual. Euro 2008                                                       | 1                                                                     |                                                                       |
| 26-3-2008                                                             | Elche                                                                 | Spagna                                                                | 1 – 0                                                                 | Italia                                                                | Amichevole                                                            | -                                                                     |                                                                       |
| 30-5-2008                                                             | Firenze                                                               | Italia                                                                | 3 – 1                                                                 | Belgio                                                                | Amichevole                                                            | -                                                                     |                                                                       |
| 9-6-2008                                                              | Berna                                                                 | Paesi Bassi                                                           | 3 – 0                                                                 | Italia                                                                | Euro 2008 - 1º turno                                                  | -                                                                     |                                                                       |
| 13-6-2008                                                             | Zurigo                                                                | Italia                                                                | 1 – 1                                                                 | Romania                                                               | Euro 2008 - 1º turno                                                  | 1                                                                     |                                                                       |
| 17-6-2008                                                             | Zurigo                                                                | Francia                                                               | 0 – 2                                                                 | Italia                                                                | Euro 2008 - 1º turno                                                  | -                                                                     |                                                                       |
| 22-6-2008                                                             | Vienna                                                                | Spagna                                                                | 0 – 0 dts (4 – 2 dtr)                                                 | Italia                                                                | Euro 2008 - Quarti di finale                                          | -                                                                     |                                                                       |
| Totale                                                                |                                                                       | Presenze                                                              | 57                                                                    |                                                                       | Reti                                                                  | 4                                                                     |                                                                       |

| Cronologia completa delle presenze e delle reti in nazionale ― Italia under 23 | Cronologia completa delle presenze e delle reti in nazionale ― Italia under 23 | Cronologia completa delle presenze e delle reti in nazionale ― Italia under 23 | Cronologia completa delle presenze e delle reti in nazionale ― Italia under 23 | Cronologia completa delle presenze e delle reti in nazionale ― Italia under 23 | Cronologia completa delle presenze e delle reti in nazionale ― Italia under 23 | Cronologia completa delle presenze e delle reti in nazionale ― Italia under 23 | Cronologia completa delle presenze e delle reti in nazionale ― Italia under 23 |
| Data                                                                           | Città                                                                          | In casa                                                                        | Risultato                                                                      | Ospiti                                                                         | Competizione                                                                   | Reti                                                                           | Note                                                                           |
| ------------------------------------------------------------------------------ | ------------------------------------------------------------------------------ | ------------------------------------------------------------------------------ | ------------------------------------------------------------------------------ | ------------------------------------------------------------------------------ | ------------------------------------------------------------------------------ | ------------------------------------------------------------------------------ | ------------------------------------------------------------------------------ |
| 17-6-1996                                                                      | Perpignano                                                                     | Marocco under 23                                                               | 0 – 2                                                                          | Italia under 23                                                                | Giochi del Mediterraneo 1993 - 1º turno                                        | -                                                                              | 55’                                                                            |
| 24-6-1996                                                                      | Nîmes                                                                          | Algeria under 23                                                               | 1 – 0                                                                          | Italia under 23                                                                | Giochi del Mediterraneo 1993 - Semifinali                                      | -                                                                              |                                                                                |
| 26-6-1996                                                                      | Nîmes                                                                          | Francia under 23                                                               | 2 – 1                                                                          | Italia under 23                                                                | Giochi del Mediterraneo 1993 - Finale 3º posto                                 | -                                                                              |                                                                                |
| Totale                                                                         |                                                                                | Presenze                                                                       | 3                                                                              |                                                                                | Reti                                                                           | 0                                                                              |                                                                                |

| Cronologia completa delle presenze e delle reti in nazionale ― Italia under 21 | Cronologia completa delle presenze e delle reti in nazionale ― Italia under 21 | Cronologia completa delle presenze e delle reti in nazionale ― Italia under 21 | Cronologia completa delle presenze e delle reti in nazionale ― Italia under 21 | Cronologia completa delle presenze e delle reti in nazionale ― Italia under 21 | Cronologia completa delle presenze e delle reti in nazionale ― Italia under 21 | Cronologia completa delle presenze e delle reti in nazionale ― Italia under 21 | Cronologia completa delle presenze e delle reti in nazionale ― Italia under 21 |
| Data                                                                           | Città                                                                          | In casa                                                                        | Risultato                                                                      | Ospiti                                                                         | Competizione                                                                   | Reti                                                                           | Note                                                                           |
| ------------------------------------------------------------------------------ | ------------------------------------------------------------------------------ | ------------------------------------------------------------------------------ | ------------------------------------------------------------------------------ | ------------------------------------------------------------------------------ | ------------------------------------------------------------------------------ | ------------------------------------------------------------------------------ | ------------------------------------------------------------------------------ |
| 15-10-1992                                                                     | Cremona                                                                        | Italia under 21                                                                | 1 – 0                                                                          | Svizzera under 21                                                              | Qual. Europeo Under-21 1994                                                    | -                                                                              |                                                                                |
| 18-11-1992                                                                     | Motherwell                                                                     | Scozia under 21                                                                | 1 – 2                                                                          | Italia under 21                                                                | Qual. Europeo Under-21 1994                                                    | 1                                                                              |                                                                                |
| 16-12-1992                                                                     | La Valletta                                                                    | Malta under 21                                                                 | 0 – 1                                                                          | Italia under 21                                                                | Qual. Europeo Under-21 1994                                                    | -                                                                              | 78’                                                                            |
| 20-1-1993                                                                      | Latina                                                                         | Italia under 21                                                                | 1 – 0                                                                          | Romania under 21                                                               | Amichevole                                                                     | 1                                                                              |                                                                                |
| 23-2-1993                                                                      | Braga                                                                          | Portogallo under 21                                                            | 2 – 0                                                                          | Italia under 21                                                                | Qual. Europeo Under-21 1994                                                    | -                                                                              |                                                                                |
| 25-3-1993                                                                      | Reggio Calabria                                                                | Italia under 21                                                                | 3 – 0                                                                          | Malta under 21                                                                 | Qual. Europeo Under-21 1994                                                    | 1                                                                              |                                                                                |
| 28-4-1993                                                                      | Neuchâtel                                                                      | Svizzera under 21                                                              | 0 – 2                                                                          | Italia under 21                                                                | Qual. Europeo Under-21 1994                                                    | -                                                                              |                                                                                |
| 18-11-1993                                                                     | Padova                                                                         | Italia under 21                                                                | 2 – 1                                                                          | Portogallo under 21                                                            | Qual. Europeo Under-21 1994                                                    | -                                                                              |                                                                                |
| 9-3-1994                                                                       | Salerno                                                                        | Italia under 21                                                                | 3 – 0                                                                          | Cecoslovacchia under 21                                                        | Europeo Under-21 1994 - Quarti di finale                                       | 1                                                                              |                                                                                |
| 23-3-1994                                                                      | České Budějovice                                                               | Cecoslovacchia under 21                                                        | 1 – 0                                                                          | Italia under 21                                                                | Europeo Under-21 1994 - Quarti di finale                                       | -                                                                              |                                                                                |
| 15-4-1994                                                                      | Montpellier                                                                    | Francia under 21                                                               | 0 – 0 dts (3 - 5 dtr)                                                          | Italia under 21                                                                | Europeo Under-21 1994 - Semifinale                                             | -                                                                              |                                                                                |
| 20-4-1994                                                                      | Montpellier                                                                    | Italia under 21                                                                | 1 – 0                                                                          | Portogallo under 21                                                            | Europeo Under-21 1994 - Finale                                                 | -                                                                              |                                                                                |
| 27-4-1995                                                                      | Kaunas                                                                         | Lituania under 21                                                              | 0 – 2                                                                          | Italia under 21                                                                | Qual. Europeo Under-21 1996                                                    | -                                                                              |                                                                                |
| 7-9-1995                                                                       | Vicenza                                                                        | Italia under 21                                                                | 1 – 0                                                                          | Slovenia under 21                                                              | Qual. Europeo Under-21 1996                                                    | -                                                                              | cap.                                                                           |
| 10-11-1995                                                                     | Matera                                                                         | Italia under 21                                                                | 2 – 1                                                                          | Ucraina under 21                                                               | Qual. Europeo Under-21 1996                                                    | -                                                                              | cap.                                                                           |
| 21-2-1996                                                                      | Perugia                                                                        | Italia under 21                                                                | 4 – 0                                                                          | Ungheria under 21                                                              | Amichevole                                                                     | -                                                                              | cap.                                                                           |
| 13-3-1996                                                                      | Lisbona                                                                        | Portogallo under 21                                                            | 1 – 0                                                                          | Italia under 21                                                                | Europeo Under-21 1996 - Quarti di finale                                       | -                                                                              | cap.                                                                           |
| 28-5-1996                                                                      | Barcellona                                                                     | Francia under 21                                                               | 0 – 1                                                                          | Italia under 21                                                                | Europeo Under-21 1996 - Semifinale                                             | -                                                                              | cap.                                                                           |
| 31-5-1996                                                                      | Barcellona                                                                     | Spagna under 21                                                                | 1 – 1 dts (3 - 5 dtr)                                                          | Italia under 21                                                                | Europeo Under-21 1996 - Finale                                                 | -                                                                              | cap.                                                                           |
| Totale                                                                         |                                                                                | Presenze                                                                       | 19                                                                             |                                                                                | Reti                                                                           | 4                                                                              |                                                                                |

### Statistiche da allenatore
Statistiche aggiornate al 23 dicembre 2018.
| Stagione                       | Squadra         | Campionato      | Campionato | Campionato | Campionato | Campionato | Coppe nazionali | Coppe nazionali | Coppe nazionali | Coppe nazionali | Coppe nazionali | Coppe continentali | Coppe continentali | Coppe continentali | Coppe continentali | Coppe continentali | Altre coppe | Altre coppe | Altre coppe | Altre coppe | Altre coppe | Totale | Totale | Totale | Totale | % Vittorie | Piazzamento        |
| Stagione                       | Squadra         | Comp            | G          | V          | N          | P          | Comp            | G               | V               | N               | P               | Comp               | G                  | V                  | N                  | P                  | Comp        | G           | V           | N           | P           | G      | V      | N      | P      | %          | Piazzamento        |
| ------------------------------ | --------------- | --------------- | ---------- | ---------- | ---------- | ---------- | --------------- | --------------- | --------------- | --------------- | --------------- | ------------------ | ------------------ | ------------------ | ------------------ | ------------------ | ----------- | ----------- | ----------- | ----------- | ----------- | ------ | ------ | ------ | ------ | ---------- | ------------------ |
| mar.-giu. 2015                 | Livorno         | B               | 11         | 2          | 6          | 3          | CI              | 0               | 0               | 0               | 0               | -                  | -                  | -                  | -                  | -                  | -           | -           | -           | -           | -           | 11     | 2      | 6      | 3      | 18,18      | Sub., 9º           |
| lug.-nov. 2015+ gen.-mar. 2016 | Livorno         | B               | 23         | 8          | 6          | 9          | CI              | 2               | 1               | 0               | 1               | -                  | -                  | -                  | -                  | -                  | -           | -           | -           | -           | -           | 25     | 9      | 6      | 10     | 36,00      | Eson., sub., eson. |
| Totale Livorno                 | Totale Livorno  | Totale Livorno  | 34         | 10         | 12         | 12         |                 | 2               | 1               | 0               | 1               |                    | -                  | -                  | -                  | -                  |             | -           | -           | -           | -           | 36     | 11     | 12     | 13     | 30,56      |                    |
| ago. 2016                      | Ternana         | B               | 0          | 0          | 0          | 0          | CI              | 1               | 1               | 0               | 0               | -                  | -                  | -                  | -                  | -                  | -           | -           | -           | -           | -           | 1      | 1      | 0      | 0      | 100,00&    | Eson.              |
| Totale carriera                | Totale carriera | Totale carriera | 34         | 10         | 12         | 12         |                 | 3               | 2               | 0               | 1               |                    | -                  | -                  | -                  | -                  |             | -           | -           | -           | -           | 37     | 12     | 12     | 13     | 32,43      |                    |

#### Nazionale albanese
Statistiche aggiornate al 23 marzo 2019.
| Squadra | Naz                | dal            | al            | Record | Record | Record | Record     | Record | Record | Record | Record |
| G       | V                  | N              | P             | GF     | GS     | DR     | % Vittorie |        |        |        |        |
| ------- | ------------------ | -------------- | ------------- | ------ | ------ | ------ | ---------- | ------ | ------ | ------ | ------ |
| Albania | Albania (bandiera) | 19 luglio 2017 | 23 marzo 2019 | 15     | 4      | 2      | 9          | 9      | 25     | −16    | 26,67  |

#### Nazionale albanese nel dettaglio
| 2017           | Albania        | Qual. Mondiale      | Sub., 3º nel Gruppo G, non qualificato | 4  | 1 | 1 | 2 | 25,00 | 3 | 5  | -2  |
| 2018           | Albania        | UEFA Nations League | 3º nel Gruppo 3, retrocessione         | 4  | 1 | 0 | 3 | 25,00 | 1 | 8  | -7  |
| 2019           | Albania        | Qual. Euro 2020     | Esonerato durante la fase              | 1  | 0 | 0 | 1 | &0,00 | 0 | 2  | -2  |
| 2017 - 2019    | Albania        | Amichevoli          |                                        | 6  | 2 | 1 | 3 | 33,33 | 5 | 10 | -5  |
| Totale Albania | Totale Albania | Totale Albania      | Totale Albania                         | 15 | 4 | 2 | 9 | 26,67 | 9 | 25 | -16 |

#### Panchine da commissario tecnico della nazionale albanese
| Cronologia completa delle presenze e delle reti in nazionale ― Albania | Cronologia completa delle presenze e delle reti in nazionale ― Albania | Cronologia completa delle presenze e delle reti in nazionale ― Albania | Cronologia completa delle presenze e delle reti in nazionale ― Albania | Cronologia completa delle presenze e delle reti in nazionale ― Albania | Cronologia completa delle presenze e delle reti in nazionale ― Albania | Cronologia completa delle presenze e delle reti in nazionale ― Albania | Cronologia completa delle presenze e delle reti in nazionale ― Albania |
| Data                                                                   | Città                                                                  | In casa                                                                | Risultato                                                              | Ospiti                                                                 | Competizione                                                           | Reti                                                                   | Note                                                                   |
| ---------------------------------------------------------------------- | ---------------------------------------------------------------------- | ---------------------------------------------------------------------- | ---------------------------------------------------------------------- | ---------------------------------------------------------------------- | ---------------------------------------------------------------------- | ---------------------------------------------------------------------- | ---------------------------------------------------------------------- |
| 2-9-2017                                                               | Elbasan                                                                | Albania                                                                | 2 – 0                                                                  | Liechtenstein                                                          | Qual. Mondiali 2018                                                    | Odise Roshi Ansi Agolli                                                | Cap: A.Agolli                                                          |
| 5-9-2017                                                               | Strumica                                                               | Macedonia del Nord                                                     | 1 – 1                                                                  | Albania                                                                | Qual. Mondiali 2018                                                    | Odise Roshi                                                            | Cap: A.Agolli                                                          |
| 6-10-2017                                                              | Alicante                                                               | Spagna                                                                 | 3 – 0                                                                  | Albania                                                                | Qual. Mondiali 2018                                                    | -                                                                      | Cap: E.Berisha                                                         |
| 9-10-2017                                                              | Scutari                                                                | Albania                                                                | 0 – 1                                                                  | Italia                                                                 | Qual. Mondiali 2018                                                    | -                                                                      | Cap: A.Agolli                                                          |
| 13-11-2017                                                             | Adalia                                                                 | Turchia                                                                | 2 – 3                                                                  | Albania                                                                | Amichevole                                                             | 2 Armando Sadiku Eros Grezda                                           | Cap: E.Berisha                                                         |
| 26-3-2018                                                              | Elbasan                                                                | Albania                                                                | 0 – 1                                                                  | Norvegia                                                               | Amichevole                                                             | -                                                                      | Cap: O.Roshi                                                           |
| 29-5-2018                                                              | Zurigo                                                                 | Albania                                                                | 0 – 3                                                                  | Kosovo                                                                 | Amichevole                                                             | -                                                                      | Cap: E.Berisha                                                         |
| 3-6-2018                                                               | Évian-les-Bains                                                        | Albania                                                                | 1 – 4                                                                  | Ucraina                                                                | Amichevole                                                             | Emanuele Ndoj                                                          | Cap: E.Berisha                                                         |
| 7-9-2018                                                               | Elbasan                                                                | Albania                                                                | 1 – 0                                                                  | Israele                                                                | UEFA Nations League 2018-2019 - 1º turno                               | Taulant Xhaka                                                          | Cap: J.Hyka                                                            |
| 10-9-2018                                                              | Glasgow                                                                | Scozia                                                                 | 2 – 0                                                                  | Albania                                                                | UEFA Nations League 2018-2019 - 1º turno                               | -                                                                      | Cap: E.Hysaj                                                           |
| 10-10-2018                                                             | Elbasan                                                                | Albania                                                                | 0 – 0                                                                  | Giordania                                                              | Amichevole                                                             | -                                                                      | Cap: M.Mavraj                                                          |
| 14-10-2018                                                             | Be'er Sheva                                                            | Israele                                                                | 2 – 0                                                                  | Albania                                                                | UEFA Nations League 2018-2019 - 1º turno                               | -                                                                      | Cap: M.Mavraj                                                          |
| 17-11-2018                                                             | Scutari                                                                | Albania                                                                | 0 – 4                                                                  | Scozia                                                                 | UEFA Nations League 2018-2019 - 1º turno                               | -                                                                      | Cap: M.Mavraj                                                          |
| 20-11-2018                                                             | Elbasan                                                                | Albania                                                                | 1 – 0                                                                  | Galles                                                                 | Amichevole                                                             | Bekim Balaj (rig.)                                                     | Cap: M.Mavraj                                                          |
| 22-3-2019                                                              | Scutari                                                                | Albania                                                                | 0 – 2                                                                  | Turchia                                                                | Qual. Euro 2020                                                        | -                                                                      | Cap: E.Hysaj                                                           |
| Totale                                                                 |                                                                        | Presenze                                                               | 15                                                                     |                                                                        | Reti                                                                   | 9                                                                      |                                                                        |

## Palmarès

### Giocatore

#### Club

##### Competizioni nazionali
- Supercoppa italiana: 3

Milan: 1993, 1994
Roma: 2007
- Campionato italiano: 2

Milan: 1993-1994, 1995-1996
- Campionato spagnolo: 1

Real Madrid: 1996-1997
- Supercoppa di Spagna: 1

Real Madrid: 1997
- Charity Shield: 1

Chelsea: 2000
- Coppa Italia: 2

Roma: 2006-2007, 2007-2008

##### Competizioni internazionali
- UEFA Champions League: 2

Milan: 1993-1994
Real Madrid: 1997-1998
- Supercoppa UEFA: 1

Milan: 1994
- Coppa Intercontinentale: 1

Real Madrid: 1998

#### Nazionale
- Campionato d'Europa Under-21: 2

Francia 1994, Spagna 1996

#### Individuale
- Trofeo Bravo: 1

1994
- ESM Team of the Year: 1

2007-2008